# 托特·彼得
托特·彼得（匈牙利語：Tóth Péter，1882年7月12日—1967年2月28日），匈牙利男子击剑运动员。他曾参加1908年、1912年和1928年夏季奥运会击剑比赛，共获得2枚金牌。

## 生平
1967年，托特在被卡车撞倒后于布达佩斯去世，享年84岁。